# Rue du Midi (Paris)
Pour les articles homonymes, voir Rue du Midi.
La rue du Midi est une voie de Neuilly-sur-Seine et de Paris, en France.

## Situation et accès
La rue du Midi est une voie publique située à cheval sur l'est de Neuilly-sur-Seine et l'ouest du 17e arrondissement de Paris. Le côté pair est entièrement situé sur le territoire de Neuilly-sur-Seine. Il s'agit d'une voie rectiligne orientée ouest-est, mesurant environ 250 m, la majorité de cette longueur étant située à Neuilly-sur-Seine, le côté parisien ne s'étendant que sur 8 m (ce qui en fait l'une des voies parisiennes les plus courtes). À l'est, la rue du Midi débute sur la place de Verdun au débouché de la rue de Dreux, à l'extérieur du boulevard périphérique. À l'ouest, elle se termine sur la rue de Sablonville.
La numérotation des immeubles débute du côté parisien et augmente lorsqu'on se dirige vers Neuilly, les numéros impairs à gauche et les numéros pairs à droite, sans coupure en changeant de commune. Toutefois, à Paris, seul le no 1 est situé sur le territoire de la commune.

## Origine du nom
Cette voie doit son nom au fait qu'elle était située au sud de l'ancien village de Sablonville.

## Historique
La zone de l'actuelle rue du Midi est occupée avant le XIXe siècle par le parc des Sablons.
En 1824, le parc est revendu à l'architecte Auguste Rougevin qui le lotit pour former le village de Sablonville. Ce lotissement conduit, entre autres, à la création du quadrilatère délimité par la rue du Nord (actuelle rue d'Armenonville), la rue de l'Ouest (actuelle rue du Commandant-Pilot), la rue de l'Est (disparue) et la rue du Midi, appelée ainsi car elle est située au sud de Sablonville. Elle relie alors la rue de Sablonville à l'ouest à la rue de Chartres à l'est.
En 1860, Paris étend ses limites en absorbant le territoire de tout ou partie des communes voisines.
Cette voie qui était située autrefois sur le territoire de Neuilly-sur-Seine est annexée à Paris par décret du 18 avril 1929. Cette zone est réorganisée lors de la construction du boulevard périphérique, une partie de la rue du Midi disparait pour créer la place de Verdun.